# Своп на акцію
Своп на акцію (англ. equity swap) — своп, в якому обмінювані потоки грошових коштів засновані на сумарній прибутковості будь-якого фондового індексу або відсоткової ставки.

## Характеристика
У свопі на акції одна сторона дає згоду сплатити іншій стороні суму коштів, величина якої змінюється від зміни узгодженого фондового індексу. Інша ж сторона дає згоду сплатити фіксовану суму коштів першій стороні, виходячи з процентної ставки.
І той і інший потоки платежів повинні бути здійснені протягом певного періоду часу і передбачають виплату певної процентної ставки (фіксованої для однієї сторони, і плаваючою — для другої). За допомогою свопу перша сторона, по суті, купує облігації, і продає акції, а друга сторона купує акції і продає облігації, причому без додаткових трансакційних витрат за винятком комісійних своп-банку.
Своп на акції може використовуватися інвесторами для хеджування, спекуляції, мінімізації транзакційних витрат.

## Класифікація
- З повним доходом — дохід від зміни вартості акції і дивіденда.
- З частковим доходом — дохід тільки від зміни вартості акцій.